# Nowy Mikielnik
Nowy Mikielnik (niem. Neu Mickelnick) – osada w Polsce położona w województwie warmińsko-mazurskim, w powiecie kętrzyńskim, w gminie Kętrzyn, sołectwo Jeżewo.

## Historia
W roku 1973 wieś należała do sołectwa Borki. W latach 1975–1998 miejscowość administracyjnie należała do województwa olsztyńskiego.